# Heworth, North Yorkshire
Heworth är en stadsdel i York, i kommunen City of York, i grevskapet North Yorkshire, i England. Ward hade 13 434 invånare år 2021. Heworth var en civil parish från 1866 till 1894 då den blev en del av Heworth Within och Heworth Without. Civil parish hade 740 invånare år 1891. Byn nämndes i Domedagsboken (Domesday Book) år 1086, och kallades då Hewarde/Heworde.